# Samuel Hoffenstein
Samuel Goodman Hoffenstein (* 9. Oktober 1890 im Russischen Kaiserreich; † 6. Oktober 1947 in Los Angeles) war ein US-amerikanischer Dichter und Drehbuchautor russischer Herkunft.

## Leben
Hoffenstein emigrierte mit seinen jüdischen Eltern im Jahr 1894 in die Vereinigten Staaten. Er besuchte das Lafayette College in Easton, Pennsylvania, wo er 1911 seinen Abschluss machte. Seine berufliche Laufbahn begann er als Zeitungsreporter; von 1914 bis 1915 war er Theaterkritiker der New York Evening Sun. Von 1916 bis 1927 arbeitete er als Presseagent des Theaterproduzenten Al Woods. Nebenbei schrieb er Artikel und humorvolle Gedichte für Vanity Fair und die New York Tribune. Seine Gedichte wurden später auch in den Sammelbänden Poems in Praise of Practically Nothing (1928) und Pencil in the Air (1947) veröffentlicht. 
1931 siedelte Hoffenstein nach Los Angeles über, wo er bei Paramount Pictures unter Vertrag genommen wurde und für Josef von Sternbergs Eine amerikanische Tragödie (1931) sein erstes Drehbuch schrieb. 1932 erhielt er zusammen mit Percy Heath seine erste Oscar-Nominierung in der Kategorie Bestes adaptiertes Drehbuch für Rouben Mamoulians Dr. Jekyll und Mr. Hyde. Daraufhin wurde er an RKO Pictures ausgeliehen, um das Cole-Porter-Musical Gay Divorce (1932), an dessen Libretto er mitgearbeitet hatte, für die Kinoleinwand zu adaptieren. Daraus wurde der Astaire-und-Rogers-Film Tanz mit mir! (1934). In den 1940er Jahren war Hoffenstein bei 20th Century Fox fest angestellt. Mehrfach arbeitete er mit dem Regisseur Julien Duvivier zusammen, unter anderem für Der große Walzer (1938) und die beiden starbesetzten Episodenfilme Sechs Schicksale (1942) und Das zweite Gesicht (1943). 1945 wurde er für Otto Premingers Film noir Laura in der Kategorie Bestes Originaldrehbuch zusammen mit Jay Dratler und Elizabeth Reinhardt ein weiteres Mal für den Oscar nominiert. 
Hoffenstein, der 1927 Edith Morgan geheiratet hatte, starb im Jahr 1947, drei Tage vor seinem 57. Geburtstag, an einem Herzinfarkt. Der letzte Film, für den er das Drehbuch schrieb, Give My Regards to Broadway, wurde postum veröffentlicht. Sein Grab befindet sich auf dem Hillside Memorial Park Cemetery in Culver City, Kalifornien.

## Filmografie (Auswahl)
- 1931: Eine amerikanische Tragödie (An American Tragedy)
- 1931: Dr. Jekyll und Mr. Hyde (Dr. Jekyll and Mr. Hyde)
- 1932: Spiel am Abgrund (The Miracle Man)
- 1932: Schönste, liebe mich (Love Me Tonight)
- 1933: Das Hohe Lied (The Song of Songs)
- 1934: Tanz mit mir! (The Gay Divorcee)
- 1936: Perlen zum Glück (Desire)
- 1937: Maria Walewska (Conquest)
- 1938: Der große Walzer (The Great Waltz)
- 1941: Ein Frauenherz vergißt nie (Lydia)
- 1942: Sechs Schicksale (Tales of Manhattan)
- 1943: Phantom der Oper (Phantom of the Opera)
- 1943: Das zweite Gesicht (Flesh and Fantasy)
- 1943: Die Stubenfee (His Butler’s Sister)
- 1944: Laura
- 1946: Cluny Brown auf Freiersfüßen (Cluny Brown)
- 1947: Endspurt (The Homestretch)
- 1947: Karneval in Costa Rica (Carnival in Costa Rica)
- 1948: Give My Regards to Broadway

## Auszeichnungen
- 1932: Oscar-Nominierung in der Kategorie Bestes adaptiertes Drehbuch  zusammen mit Percy Heath für Dr. Jekyll und Mr. Hyde
- 1945: Oscar-Nominierung in der Kategorie Bestes Originaldrehbuch zusammen mit Jay Dratler und Elizabeth Reinhardt für Laura